# Peter Strawson
Sir Peter Frederick Strawson (* 23. November 1919 in Ealing, London; † 13. Februar 2006 in Oxford) war ein britischer Philosoph.
Er wird der analytischen Philosophie zugeordnet und hat vielbeachtete Beiträge zur Sprachphilosophie, Metaphysik, Logik, Epistemologie und zu Klassikern und Argumenten der Philosophiegeschichte, insbesondere zu Immanuel Kant, vorgelegt. Für die Entwicklung der analytischen Philosophie seit den 1960ern hin zu einem Wiedererstarken metaphysischer Theorieansätze war Strawsons Studie zu Einzeldingen von 1959 mit maßgebend.

## Biografie
Strawson wuchs in Finchley auf, wo seine Eltern Lehrer waren. Er besuchte dort das Christ’s College, dann St John’s College, Oxford, wo er Philosophie, Politik und Ökonomie studierte.
Im Zweiten Weltkrieg diente er erst bei der Artillerie seit 1940, darauf bei den Royal Electrical and Mechanical Engineers. Er wurde als Hauptmann 1946 entlassen.
Erst ging er dann an das University College of North Wales in Bangor als Hilfslektor. Dann gewann er das John Locke scholarship 1946 und die Unterstützung von Gilbert Ryle, sodass er am University College, Oxford, anfangs als Lektor, ab 1948 als Fellow arbeitete. Er wurde ein Schüler von Paul Grice. Strawson war Waynflete Professor of Metaphysical Philosophy an der Universität Oxford von 1968 bis 1987.
Strawson wurde 1977 zum Knight Bachelor geschlagen. 1960 wurde er zum Fellow der British Academy und 1971 Foreign Honorary Member der American Academy of Arts and Sciences.
Sein Sohn, Galen Strawson, ist auch Philosoph.

## Lehre
Strawson wurde bekannt durch seinen Artikel On Referring (1950), eine Kritik an Bertrand Russells Theory of Descriptions, dass dessen Analyse nicht alle relevanten Verwendungen des bestimmten Artikels erklären kann, insb. Fälle, wenn das fragliche Objekt nicht existiert – Russell muss dann den Satz als falsch bewerten, was, so Strawson, in vielen Fällen kontraintuitiv ist. In der Theorie der Kennzeichnung hat Strawsons Hinweis auf den Einfluss von Präsuppositionen auf die Bedeutung von Aussagen zur Fortentwicklung beigetragen. Strawsons Vorschlag, von Regeln auszugehen, die eine korrekte Referenz unter bestimmten Bedingungen bestimmen, konvergiert außerdem u. a. mit Grundideen Austins und anderer Vertreter einer Sprechakttheorie.
Strawson geht davon aus, dass innerhalb der Philosophie die Disziplin der Metaphysik die Aufgabe habe, „die tatsächliche Struktur unseres Denkens über die Welt zu beschreiben“, ein methodischer Ansatz, den er „deskriptive Metaphysik“ nennt. Dagegen nennt er „revisionäre Metaphysik“ ein Vorgehen, „eine bessere Struktur hervorzubringen“. Das Begriffssystem des common sense bzw. der Lebenswelt sei demnach unhintergehbar – wir hantieren mit Begriffen wie „Person“, aber auch mit Konzepten wie Raum, Zeit, Kausalität, Wahrheit u. dgl. Diese Begriffe sind daher, so Strawson, nicht reduzierbar auf grundlegendere Begriffe oder Gegebenheiten, etwa Erfahrungsdaten oder naturwissenschaftliche Begriffe. Zeitgenössische Philosophen wie Bertrand Russell kritisierte Strawson für eine zu starke Orientierung an einer idealen Sprache. Strawson selbst wird daher, was seine sprachphilosophischen Stellungnahmen betrifft, der sog. Philosophie der normalen Sprache zugeordnet. Strawsons Unterscheidung zwischen deskriptiver Metaphysik und revisionärer Metaphysik wird häufig übernommen. Kritisiert wird aber, u. a. in der Anwendung auf Klassiker, dass sie nicht zureichend trennscharf sei.
Hauptaussage des Buchs Individuals ist, dass Personen und materielle Körper die grundlegenden Entitäten sind. Das Werk markiert nach verbreiteter Ansicht den wichtigsten Wendepunkt hin zum revival of metaphysics in der analytisch-philosophischen Tradition.
Strawson ist der Auffassung, dass Kants Kritik der reinen Vernunft im Wesentlichen das Ziel einer deskriptiven Metaphysik verfolgt. In seinem 1966 erschienenen Werk The bounds of sense hält Strawson zahlreiche Thesen Kants für unhaltbar, darunter Kants Erklärung synthetisch-a priorischer Urteile, Kants transzendentalen Idealismus u. v. a. m. Andere Ideen Kants versucht Strawson zu verteidigen, u. a., indem er Kants Argumente rekonstruiert und argumentiert, dass ein zwar etwas schwächeres, aber plausibles Beweisziel erbracht werde. Gezeigt werden könne, dass menschliches Bewusstsein in der Lage ist, seine zur Einordnung von Erfahrungen herangezogenen Kategorien auf Objekte anzuwenden, die selbst erfahrungsunabhängig sind. Insbesondere sieht Strawson auf dieser Grundlage skeptische Argumente als widerlegbar. Auch Bounds of Sense wurde sofort und breit rezipiert und Strawson trug damit nicht nur zu einer Kant-Renaissance in der angelsächsischen Philosophie bei, sondern entfachte zudem eine neue Debatte in der Transzendentalphilosophie um die Möglichkeit transzendentaler Argumente.
Strawson hat zudem einflussreiche Arbeiten zum Wahrheitsbegriff, zum Skeptizismusproblem und zum Begriff des Analytischen verfasst.

## Bibliografie

### Bücher
- Introduction to Logical Theory. Methuen, London 1952.
- Individuals: An Essay in Descriptive Metaphysics. Methuen, London 1959
  - Einzelding und logisches Subjekt. Ein Beitrag zur deskriptiven Metaphysik. Übers. v. Freimut Scholz. Reclam, Stuttgart 1972, ISBN 3-15-009410-0
- The Bounds of Sense: An Essay on Kant’s Critique of Pure Reason. Methuen, London 1966
  - Die Grenzen des Sinns. Ein Kommentar zu Kants „Kritik der reinen Vernunft“. Übers. v. Ernst Michael Lange. Hain, Königstein 1981, ISBN 3-445-12025-0; ebd. 1992, ISBN 3-445-07018-0
- Logico-Linguistic Papers. Methuen, London 1971
  - Logik und Linguistik. Aufsätze zur Sprachphilosophie. List, München 1974, ISBN 3-471-61429-X
- Freedom and Resentment and other Essays. Methuen, London 1974
- Subject and Predicate in Logic and Grammar. Methuen, London 1974
- Skepticism and Naturalism: Some Varieties. Columbia University Press, New York 1985; Routledge, 2008 (mit Vorwort von Quassim Cassam; DOC; 67 kB)
  - Skeptizismus und Naturalismus. Übers. v. M. N. Istase & Renata Soskey. Athenäum, Frankfurt 1987, ISBN 3-610-09210-6; Philo, Berlin/Wien 2001, ISBN 3-8257-0118-2
- Analysis and Metaphysics: An Introduction to Philosophy. Oxford University Press, Oxford 1992
  - Analyse und Metaphysik. Eine Einführung in die Philosophie. Übers. v. Charlotte Hochkeppel. dtv, München 1994, ISBN 3-423-04615-5
- Entity and Identity. Oxford University Press, Oxford 1997.

### Artikel
- Truth. In: Analysis. 9/6 (1949), 83–97.
- On Referring. In: Mind. 59/235 (1950), 320–344
  - Über Referenz. In: Ursula Wolf (Hrsg.): Eigennamen. Dokumentation einer Kontroverse. Suhrkamp, Frankfurt 1985, ISBN 3-518-28657-9, S. 94–126
- mit H. P. Grice: In Defense of a Dogma. In: Philosophical Review. 65/2 (1956), 141–158.
- Symposium: Logical Subjects and Physical Objects. In: Philosophy and Phenomenological Research. 1957.
- Freedom and Resentment. In: Proceedings of the British Academy. Vol. 48, 1960, auch in: : Freedom and Resentment and Other Essays, London 1974.
- Singular Terms and Predication. In: Journal of Philosophy. 19/1–2 (1961), 97–117.
- Universals. In: Midwest Studies in Philosophy. 4/1 (1979).
- Social Morality and Individual Ideal, in: Philosophy 36/136 (1961), 1–17.
  - Gesellschaftliche Moral und persönliche Ideale. In: Günther Grewendorf & Georg Meggle (Hrsg.): Seminar Sprache und Ethik. Zur Entwicklung der Metaethik. Suhrkamp, Frankfurt 1974, 317–341.